# La Famille de Philippe V (Ranc)
Ne doit pas être confondu avec La Famille de Philippe V (van Loo).
La Famille de Philippe V est un tableau de Jean Ranc, peint en 1723, qui représente le roi Philippe V d'Espagne avec sa famille. Il est conservé au musée du Prado.

## Analyse
Il s'agit d'une esquisse pour un tableau de plus grande taille, jamais terminé et finalement brûlé à l'Alcázar royal de Madrid en 1734. Ranc obtient pourtant les faveurs des rois et devient le peintre de cour par excellence, dans le style de Hyacinthe Rigaud.
Sur le tableau figurent, outre le roi, sa seconde épouse, Elisabeth Farnèse, assise. Se trouvent également l'infant Fernando et le prince Luis, enfants du premier mariage du roi avec Marie-Louise-Gabrielle de Savoie. Avec sa mère apparaissent les nourrissons Félipe – encore en langes – et Carlos qui désigne un portrait ovale représentant Marie-Anne-Victoire d'Espagne, fiancée de Louis XV. Au fond, figurent une servante et un ecclésiastique.

## Les personnages
1. Infant Ferdinand (1713-1759) futur roi d'Espagne.
2. Philippe V d'Espagne (1683-1746)
3. Infant Louis, prince des Asturies (1707-1724) futur roi d'Espagne.
4. Infant Philippe (1720-1765) futur duc de Parme.
5. Élisabeth Farnèse (1692-1766) reine d'Espagne.
6. Infant Charles (1716-1788) futur roi d'Espagne.
7. Marie-Anne-Victoire d'Espagne (1718-1781) fiancée de Louis XV de France, future reine de Portugal.